# Hans Mosesson

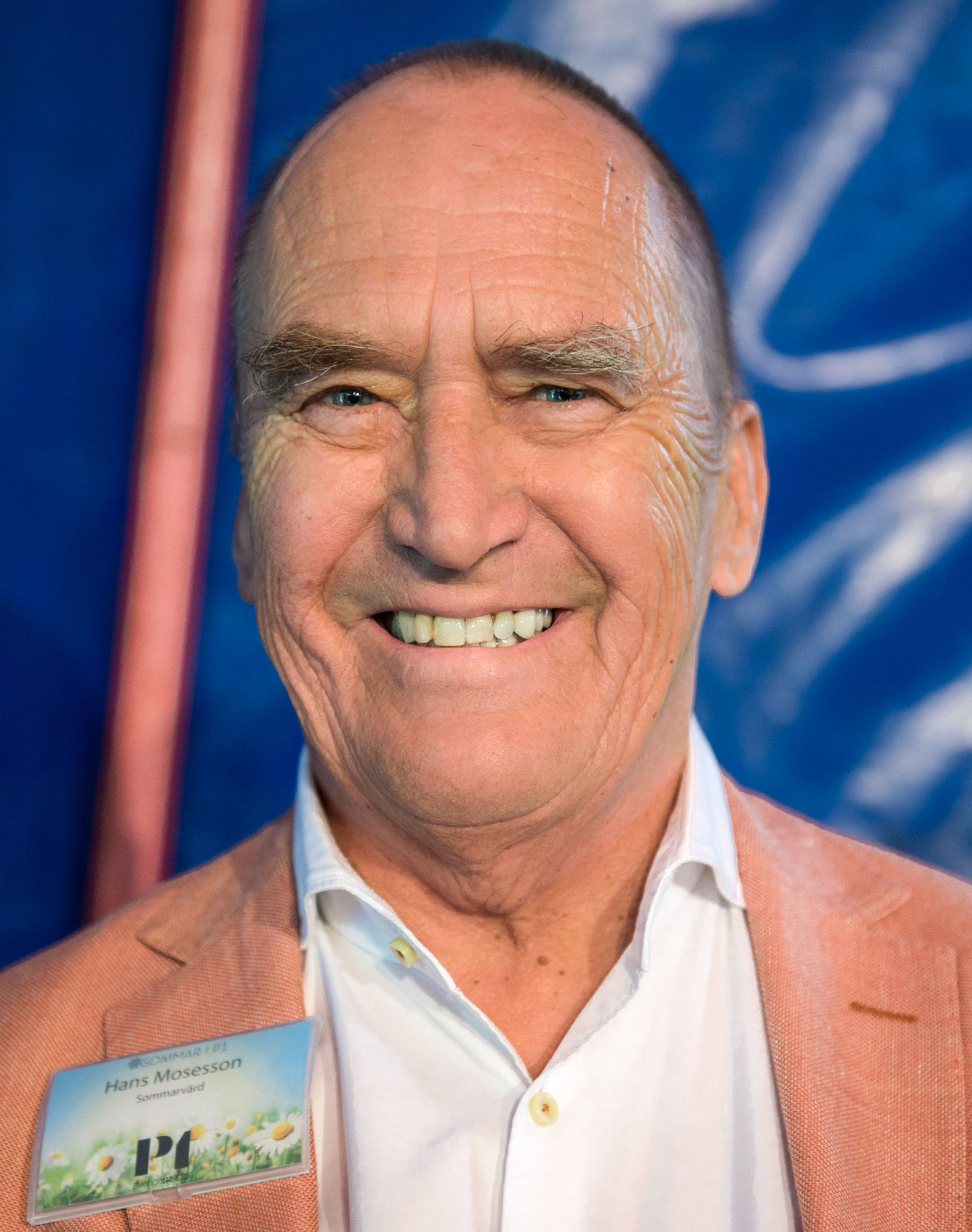
Hans Mosesson

Hans Kristoffer Mosesson (* 1. August 1944 in Stockholm; † 25. Oktober 2023 in Göteborg) war ein schwedischer Schauspieler, Regisseur und Musiker.

## Leben und Wirken
Hans Mosesson wuchs gemeinsam mit einem Bruder und einer Schwester in Stockholm auf. Nach seinem Schulabschluss nahm er zunächst ein Studium der Medizin an der Universität Lund auf, welches er jedoch nach kurzer Zeit zugunsten seiner Schauspielausbildung abbrach. Daraufhin lernte er die neu gegründete Musikgruppe Nationalteatern kennen zog mit ihnen nach Göteborg.
Er wirkte ab 1972 als Schauspieler vor der Kamera in mehr als 50 Film- und Fernsehproduktionen mit, darunter auch in Filmreihen wie beispielsweise in Jönssonligan. Er spielte auch in Werbespots und in Kurzfilmen sowie auch in mehreren Theaterstücken mit. Er führte bei einigen Spielfilmen die Regie. Als Musiker veröffentlichte er in Schweden mehrere Alben und Lieder.
Mosesson war geschieden und hatte drei Söhne, darunter der Journalist Mans Mosesson (* 1983). Am 25. Oktober 2023 starb er im Alter von 79 Jahren.

## Filmografie (Auswahl)
- 1981: Jönssonligan
- 1992: Första Kärleken (Fernsehserie)
- 2001: GSI – Spezialeinheit Göteborg (Fernsehserie)
- 2010: Andra Avenyn
- 2013: Den Onda Ringen
- 2015: Jordskott – Die Rache des Waldes (Fernsehserie)